# Zhongtong (köpinghuvudort i Kina, Jiangxi Sheng, lat 28,30, long 116,97)
Zhongtong är en köpinghuvudort i Kina. Den ligger i provinsen Jiangxi, i den sydöstra delen av landet, omkring 110 kilometer öster om provinshuvudstaden Nanchang. Antalet invånare är 31 987. Befolkningen består av 14 920 kvinnor och 17 067 män. Barn under 15 år utgör 21,0 %, vuxna 15-64 år 70 %, och äldre över 65 år 8,0 %.
Runt Zhongtong är det tätbefolkat, med 343 invånare per kvadratkilometer. Närmaste större samhälle är Yingtan, 8,2 km söder om Zhongtong. Trakten runt Zhongtong består till största delen av jordbruksmark.
Genomsnittlig årsnederbörd är 2 741 millimeter. Den regnigaste månaden är juni, med i genomsnitt 480 mm nederbörd, och den torraste är oktober, med 37 mm nederbörd.